# Norihiro Yamagishi
Norihiro Yamagishi (山岸 範宏?, Yamagishi Norihiro; Saitama, 17 maggio 1978) è un calciatore giapponese, portiere del Montedio Yamagata.

## Carriera
Fa il suo primo gol della sua carriera nella partita di campionato contro il Júbilo Iwata, al 30 novembre 2014, segnando al 92' con un colpo di testa effettuato da un calcio d'angolo, portando la vittoria alla sua squadra.

## Palmarès

### Club
- Coppa del Giappone: 2

Urawa Reds: 2005, 2006
- Supercoppa del Giappone: 1

Urawa Reds: 2006
- Campionato giapponese: 1

Urawa Reds: 2006
- AFC Champions League: 1

Urawa Reds: 2007